# 博丁
博丁是德国梅克伦堡-前波莫瑞州的一个市镇。总面积23.62平方公里，总人口338人，其中男性164人，女性174人（2011年12月31日），人口密度14人/平方公里。